# 2022 EB5
2022 EB5는 2022년 3월 11일 UTC 21시 22분경 노르웨이의 얀마옌섬 서남쪽 해역에 추락한 미터 크기 소규모 아폴로군 근지구 천체(NEO)이다. 헝가리의 천문학자 크리스티안 샤르네츠키가 부다페스트에 있는 콘코이 천문대의 피스케슈테퇴 천문대에서 지구 충돌 2시간 전 처음으로 관측하였다. 지구 충돌 직전에 처음으로 관측한 5개 소행성(2014 AA, 2018 LA, 2008 TC3, 2019 MO) 중 하나이다. 소행성체 센터에서는 근지구 천체 확인 페이지에 임시 명칭인 Sar 2593라는 이름으로 등재하였다.

## 같이 보기
- 충돌사건
- 2014 AA
- 2018 LA